# Suko (Sukodono)
Suko is een bestuurslaag in het regentschap Sidoarjo van de provincie Oost-Java, Indonesië. Suko telt 13.480 inwoners (volkstelling 2010).